# Rasgueado
Rasgueado – jedna z podstawowych technik gry na gitarze flamenco. Polega na szybkim powtarzaniu akordu kolejnymi palcami prawej ręki. W odróżnieniu od technik typowych dla gitary klasycznej, struny uderzane są zewnętrzną stroną palców (paznokci). Rasgueado jest grane w sposób zdecydowany, kolejne akordy są od siebie wyraźnie odseparowane, co nadaje technice nieco perkusyjne brzmienie.